# Triticum durum var. reichenbachii
Variété
Triticum durum var. reichenbachii  est une variété de blé dur qui fait partie du groupe des tétraploïdes  à 28 chromosomes (2n = 4x = 28).
C'est un blé de culture très ancienne, d'origine sicilienne, déjà attesté dans les écrits grecs de l'Antiquité.